# Divisione di Gurgaon
La divisione di Gurgaon è una divisione dello stato federato indiano dell'Haryana, di 5 427 694 abitanti. Il suo capoluogo è Gurgaon.
La divisione di Gurgaon comprende i distretti di Faridabad, Gurgaon, Mahendragarh, Mewat e Rewari.